# 大木充
大木 充（おおき みつる、1944年-）は日本の企業家。元TOKYO MX社長。

## 略歴
- 東京都生まれ。
- 1966年 青山学院大学卒業後、ソニー入社。広報・渉外業務、放送機器事業の責任者、会長秘書役、広報センター長などを歴任。アメリカとイギリス合わせて、10年海外に駐在した経験がある。
- 2003年 ソニー業務執行役員・上席常務。
- 2005年 ソニーEVP（専務）。
- 2007年6月 ソニー退社。
- 2007年6月～2010年６月  TOKYO METROPOLITAN TV 代表取締役社長。
- 2010年11月〜2018年6月 VOBILE JAPAN 代表取締役社長。

## 参考
- 社長メッセージ部分参照
- 社長からのメッセージ